# Сапицький Костянтин Федорович
Сапицький Костянтин Федорович (2 жовтня 1927, Дмитрівка Шахтарського району Донецької області — 2003, м. Донецьк) — український науковець, гірничий інженер, колишній завідувач кафедри розробки родовищ корисних копалин Донецького національного технічного університету, доктор технічних наук, професор, заслужений діяч науки і техніки України, повний кавалер почесного знака «Шахтарська слава».

## Біографія
Закінчив Донецький індустріальний інститут у 1950 р. Працював у ДонНТУ на кафедрі «Розробка родовищ корисних копалин». Асистент, доцент, зав. кафедри (1971—2000), професор кафедри (2000—2003 рр.). У 1960—1961 роках працював заступником головного інженера із науково-технічних питань тресту «Торезантрацит». Декан загальнотехнічного (1960—1961) і гірничого (1968—1971) факультетів, зав. навчальної частини інституту. Канд. технічних наук (1954), доктор технічних наук (1969), заслужений діяч науки України.
Автор ряду підручників і навчальних посібників. Серед них «Задачник по подземной разработке угольных месторождений», який із 1950 р. витримав 6 видань, у тому числі 6-е видання українською мовою. Засновник наукової школи для безлюдного виймання вугілля при відпрацюванні пологих пластів.
Підготував 3 доктори і 28 кандидатів наук, опублікував 235 наукових робіт. Серед публікацій науково-популярна книга «Сказание о солнечном камне» (два видання: 1978 і 1983). Автор роману, повісті, п'єси й оповідань на шахтарську тематику.
Один з перших у 1990-і роки вчених-гірників, які доклали зусиль для створення сучасної української термінологічної бази у гірничій справі. Автор-укладач праці: Гірничий словник. Під редакцією В. Г. Ільюшенко. — Донецьк: Академія гірничих наук, 1995.- 160 с.

## Інтернет-ресурси
- Сапицький Костянтин Федорович[недоступне посилання з липня 2019]